# دسین-شارپیو
شهر دِسین-شارپیُو (به فرانسوی: Décines-Charpieu) در شهرستان رون در ناحیه رون-آلپ با جمعیت ۲۴٬۶۶۸ نفر در کشور فرانسه واقع شده‌است